# Бандикути
Бандикути (на латински: Peramelidae) или Торбести язовци са семейство торбести бозайници от разред Бандикутоподобни.

## Разпространение
Различните видове Бандикути са разпространени в цяла Австралия, Тасмания, Нова Гвинея и няколко източни индонезийски острова.

## Описание
Бандикутите са малки торбести бозайници с размери на тялото вариращи при различните видове от 15 - 17,5 cm дължина до 39 - 56 cm, на тегло достигат до 4,7 kg и приблизителен размер на заек. Те имат сравнително къси крайници и опашка, малки миши уши и дълга заострена муцунка.
Представителите на семейството са всеядни. Основната им храна са безгръбначни, които живеят в почвата. В менюто им влизат и плодове, гъби и семена. Зъбната формула при повечето видове е: {\displaystyle {\frac {5.1.3.4}{3.1.3.4}}}
Женските имат марсупиум, който се отваря назад и е с 8 сукални зърна. Котилото може да бъде от максимум 8 малки, но обикновено е от две до четири. Бременността при бандикутите е с най-малката продължителност сред бозайниците. Тя е едва 12,5 дни, малките напускат торбата на два месеца, а полова зрялост настъпва на три месеца. Това позволява на една женска да има повече от едно котило на размножителен период. Така бандикутите притежават необичайно висок репродуктивен потенциал в сравнение с другите торбести.

## Класификация
- Семейство Peramelidae
  - Подсемейство Peramelinae
    - Род Isoodon, Късоноси бандикути
      - Isoodon auratus,
      - Isoodon macrourus,
      - Isoodon obesulus, Южен кафяв бандикут
      - Ischnodon australis† (фосил)

    - Род Perameles, Дългоноси бандикути
      - Perameles bougainville, Ивичест бандикут
      - Perameles gunnii, Торбест язовец
      - Perameles nasuta, Дългомуцунест бандикут
      - Perameles eremiana†, Пустинен бандикут (изчезнал)
      - Perameles allinghamensis† (фосил)
      - Perameles bowensis† (фосил)

  - Подсемейство Peroryctinae
    - Род Peroryctes, Новогвинейски дългоноси бандикути
      - Peroryctes broadbenti,
      - Peroryctes raffrayana, Новогвинейски бандикут
      - Peroryctes tedfordi† (фосил)

  - Подсемейство Echymiperinae
    - Род Echymipera, Новогвинейски грубочетинести бандикути
      - Echymipera rufescens,
      - Echymipera clara,
      - Echymipera echinista,
      - Echymipera kaluba,
      - Echymipera davidi,

    - Род Microperoryctes, Новогвинейски миши бандикути
      - Microperoryctes murina,
      - Microperoryctes ornata,
      - Microperoryctes longicauda,
      - Microperoryctes aplini,
      - Microperoryctes papuensis,

    - Род Rhynchomeles
      - Rhynchomeles prattorum